# Phlox kelseyi
Phlox kelseyi är en blågullsväxtart. Phlox kelseyi ingår i släktet floxar, och familjen blågullsväxter.

## Underarter
Arten delas in i följande underarter:
- P. k. glandulosa
- P. k. kelseyi
- P. k. salina

## Bildgalleri

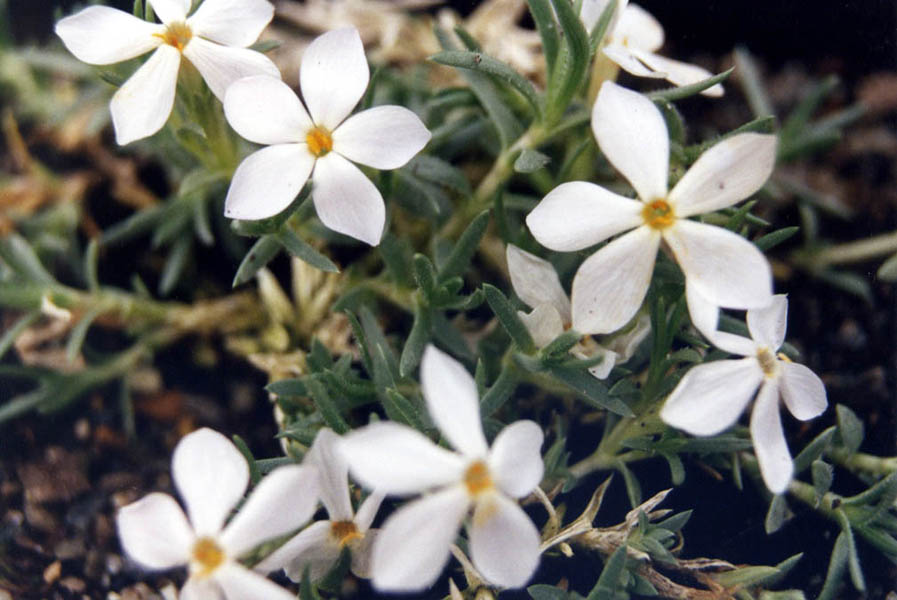
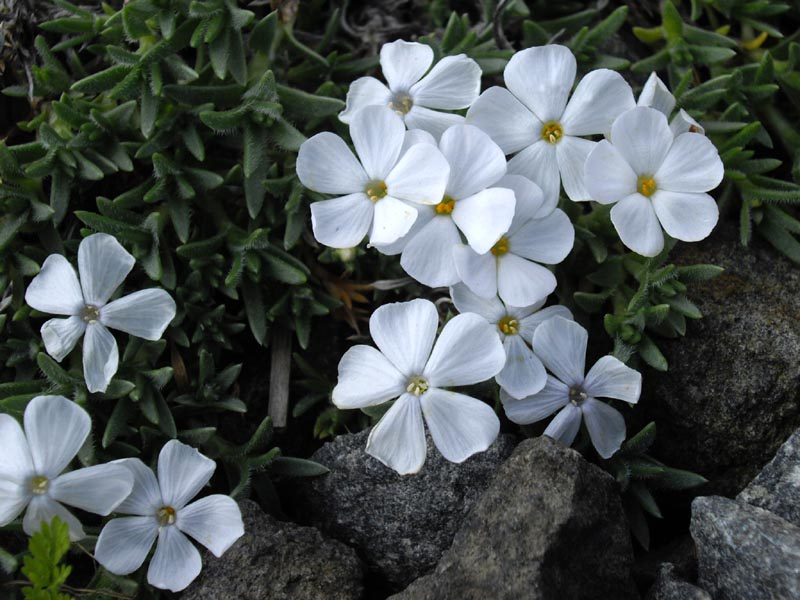
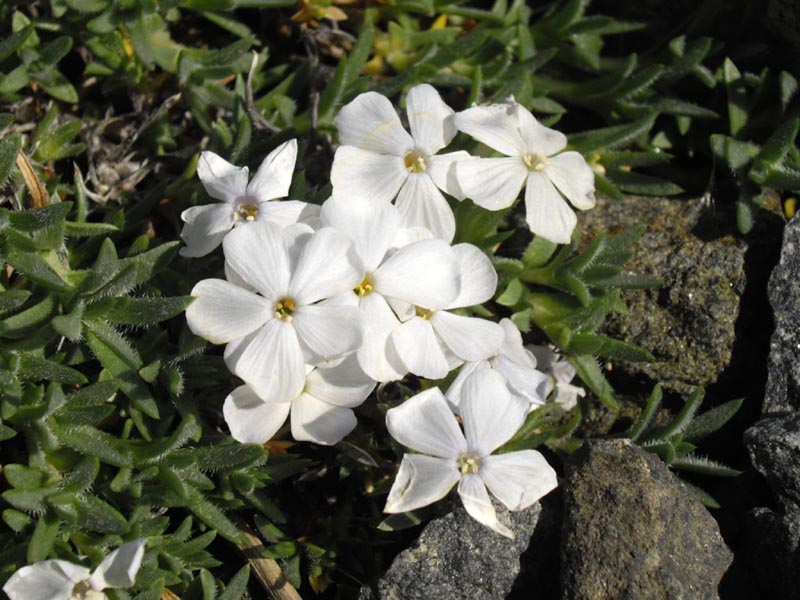